# Aenictus humeralis
Aenictus humeralis är en myrart som beskrevs av Santschi 1910. Aenictus humeralis ingår i släktet Aenictus och familjen myror.

## Underarter
Arten delas in i följande underarter:
- A. h. chevalieri
- A. h. humeralis
- A. h. viridans